# پل اوانز (بازیکن فوتبال، زاده ۱۹۶۴)
پل اوانز (انگلیسی: Paul Evans؛ زادهٔ ۱۴ سپتامبر ۱۹۶۴) بازیکن فوتبال است.
از باشگاه‌هایی که در آن بازی کرده‌است می‌توان به باشگاه فوتبال کاردیف سیتی اشاره کرد.